# ジェームズ・ホーバン

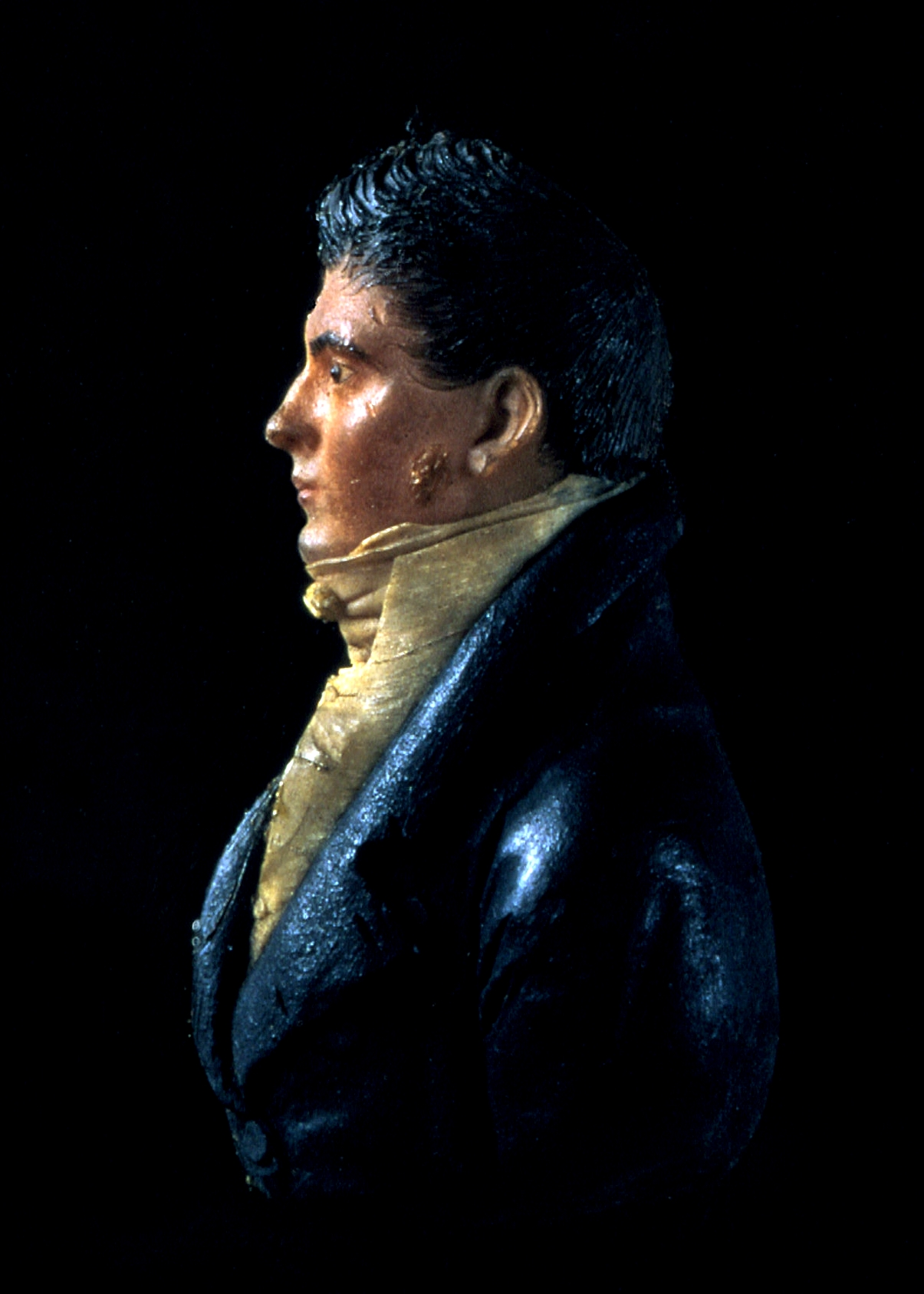
ホーバンのガラスの蝋薄レリーフ（1800年ごろ）

ジェームズ・ホーバン（James Hoban、1755年 – 1831年12月8日）はアイルランドの建築家。ワシントンD.C.にあるホワイトハウスを設計したことで最も有名。

## 生涯
アイルランドのキルケニー県、CallanのEarl of Desartに属する地所で、カトリックの家に育った。20代前半はそこで車大工や大工として働き、Dublin SocietyのDrawing Schoolで上級学生(advanced student)の地位を与えられ、Thomas Ivoryのもとで学んだ。 成績は優秀で、1780年にDublin Societyから名誉ある"Brackets, Stairs, and Roofs"の製図に対して贈られるリンスター公爵のメダルを受賞した。1779年から1785年までIvoryのもとで見習いをしていた。
アメリカ独立戦争の後、アメリカに移住し、1785年にフィラデルフィアで建築家としての地位を確立した。

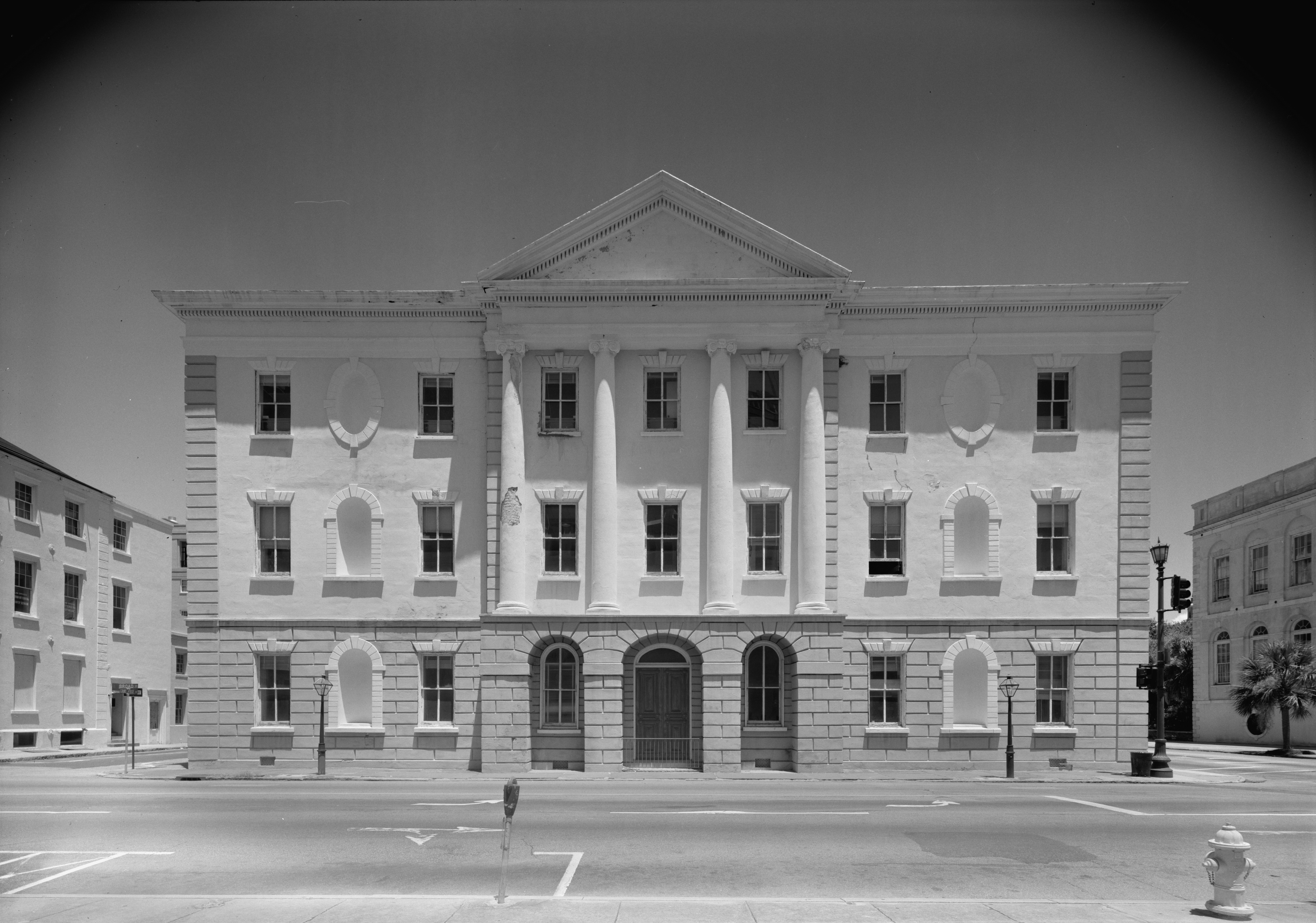
Charleston County Courthouse, Charleston, SC (1790-92)

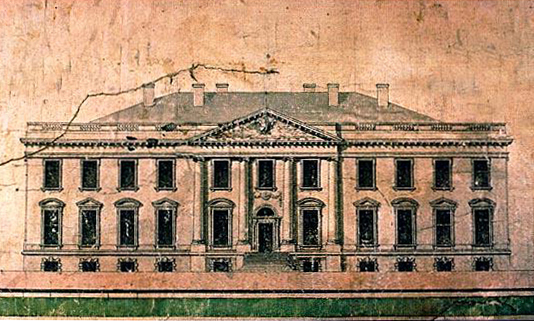
ホーバンのホワイトハウスの修正立面図（1793年終わりもしくは1794年始め）

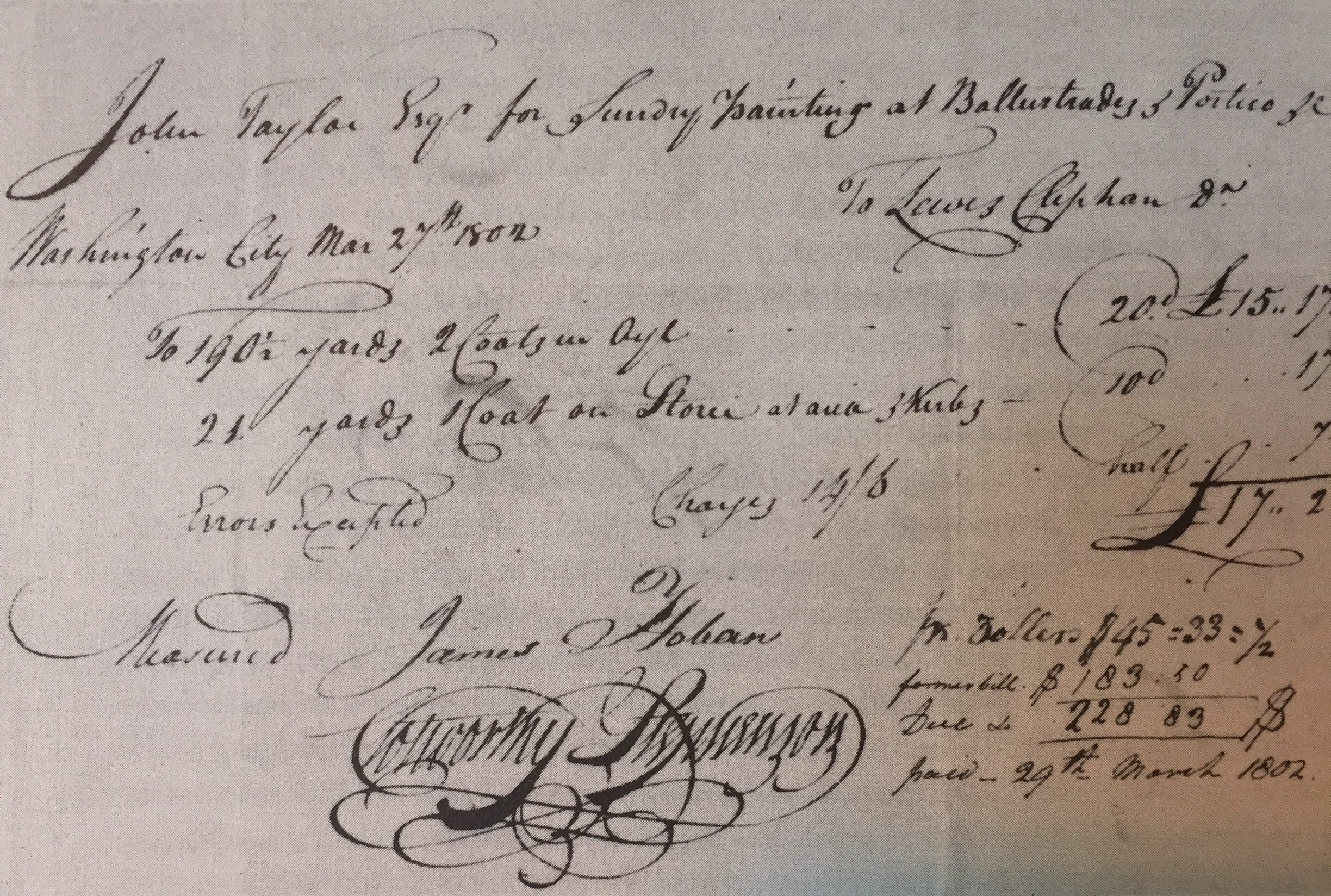
1802年3月27日付のOctagonのBalustrades & PorticoのSunday paintingに対する送り状。ジェームズ・ホーバンがサインしている。

1787年4月までサウスカロライナにおり、そこではサウスカロライナ州議会議事堂（1753年建設、1788年焼失）があった場所に建てられたCharleston County Courthouse (1790–92年)など多数の建物の設計を行った。ワシントン大統領はSouthern Tourにおけるホーバンの作品を称賛し、1791年5月にCharlestonで彼と会い、1792年6月にペンシルベニア州フィラデルフィア（一時的な首都）に呼び出した可能性がある。
1792年7月、ホワイトハウスの設計コンペを勝ち取った。最初の設計は3階建てのファサードに9個のベイを持っていたようである（Charleston courthouseのように）。ワシントンの影響があり、2階建てファサードに11個のベイに修正した。ワシントンの主張で、大統領官邸全体が石で固められた。ホーバンの現存する製図が実際にコンペで使われたものかどうかは不明である。
ホーバンが少なくとも3人の奴隷を所有しており、彼らがホワイトハウスの建設において大工として雇われていたことが知られている。彼らの名前は"Ben, Daniel, and Peter"と記録されており、ジェームズ・ホーバンの奴隷の給与に出てくる。
議会議事堂に従事した監督建築家(supervising architect)の1人でもあり、Dr. William Thorntonの設計やThe Octagon Houseの設計を実施した。残りの人生はワシントンD.C.で過ごし、道路や橋などの公共の建物や政府のプロジェクトに関わった。
地元のうわさでは、1824年にアイルランドのキルケニー県のKilmogannyの村近くにあるRossenarra Houseを設計したといわれている。
妻のSusanna Sewallは、著名なジョージタウンの"City Tavern"の経営者の娘であった。
1802年にコロンビア特別区にホームルールの制限が与えられた後、ホーバンはホワイトハウスを再建した年を除き残りの人生のほとんどは12名で構成される市議を務めた。ジョージタウン大学（息子がイエズス会の共同体の一員であった）、聖パトリック教区、キルケニー出身のBallyraggetのTeresa Lalorにより設立されたジョージタウンVisitation Monasteryなど、市内のカトリック施設の開発にも携わった。
1831年12月8日にワシントンD.C.で死去した。当初はHolmead's Burying Groundに埋葬されていたが、掘り出されワシントンD.C.のMount Olivet Cemeteryに再び埋葬された。息子のジェームズ・ホーバン・ジュニアは父とそっくりと言われており、コロンビア特別区の州検察官を務めた。

## 作品
ホーバンの建築作品はほとんど目録で発表されていない。  
- Charleston County Courthouse, 82-86 Broad Street, Charleston, SC (1790–92).[15] この建物とホワイトハウスは、18世紀にキルデア伯爵Gaelic Norman Fitzgerald家の家であり、現在のアイルランド国会議事堂であるLeinster Houseをモデルにしている。
- ホワイトハウス、1600 Pennsylvania Avenue, Washington, D.C. - (1792–1800). 1814年にホワイトハウスが炎上したのち、ホーバンはジェームズ・モンロー大統領のために南のポーチコを再建し（1824年）、アンドリュー・ジャクソンのために北のポーチコを再建した（1829年）。
- The Octagon House, 1799 New York Ave, Washington DC (1802)

### ホーバンによる建物
- "Prospect Hill" (Ephraim Baynard mansion), Prospect Hill Plantation, 2695 Laurel Hill Road, Edisto Island, SC 29438 - circa 1790.[16][17]（ホーバン作）
- 第一合衆国銀行, Third Street, between Chestnut and Walnut Streets, Philadelphia, PA - 1795.[18][19] （Samuel Blodgettが設計者としてクレジットされているが、いくらかはホーバンによるものである）
- McCleery House, 1068 Thirtieth St. NW, Georgetown, Washington, DC, c. 1800.[20] （伝えられるところによると、ジェームズ・ホーバンにより設計された多くの細かい重要なインテリアがある）
- The William Seabrook House, Edisto Island, SC - 1810年完成[21] （ホーバン作）
- "Baum-Taft House (Taft Museum of Art), 316 Pike Street, Cincinnati, OH - 1820.[22] （ホーバン作）
- Oak Hill (James Monroe House) （ジェームズ・モンロー大統領の邸宅）, in Aldie, Virginia - 1820.（モンローはホーバンとトーマス・ジェファーソンの両方に邸宅の設計に関する助言を求めた）[23]
- Rossenarra House, near the village of Kilmaganny, Ireland - 1824. （ホーバン作）
- Belcamp House - Belcamp College, Malahide road, Dublin 17,  Built complete with "oval office" . collegeは、この周辺に1893年、Oblate Fathersのjuniorate（イエズス会の高等学院）として設立された。元の家の上に建てられたが、現在でもその家はそのまま残っている。ホワイトハウスを小さくしたようであり、見落とされた歴史の一部でもある。

### 現存しない建物
- Blodget's Union Public Hotel (a.k.a. Blodget's Lottery Hotel), site of the first General Post Office of the United States, northeast corner of 8th and E Streets, Washington, D.C. - 1783 （1856年取り壊し）[24]
- Wye Hall (John Paca mansion), Wye Island directly opposite Wye Plantation, Maryland - circa 1787 （1789年取り壊し）[25]
- サウスカロライナ州会議事堂, Columbia, S.C. - 1790 （1865年焼失）[26][27]
- The Charleston Theatre, New and Broad Streets, Charleston, S.C. - 1792 [28]
- Northeast Executive Building, Fifteenth Street, near The White House
- Market House (a.k.a. "Marsh Market"), Pennsylvania Avenue and Seventh Street, Washington, D.C. - 1801
- St.  Patrick’s Church, Corner of 14th and H Streets, NW, Washington, D.C. （現在は古いGrand Lodgeの建物が建つ）
- St Mary's Chapel (a.k.a. Barry's Chapel), Roman Catholic parish church, 10th and F Streets, Washington, D.C. - 1806 （礎石は保存され、現在は聖ドミニコ教会のHoly Name Chapelの外壁に差し込まれている）

## 記念物
生誕250周年を記念して、2008年ごろに数多くのイベントが行われた。
2008年、ジェームズ・ホーバンを称える記念アーバ(memorial arbor)が生地近くに完成し、ホワイトハウスビジターセンターで生涯に関する大きな展覧会が開催された。
ホーバンを称えた1日のコロキウムであるDublin Made Him...が2008年10月3日にアイルランドのダブリンにあるRDSで開催された。これはホワイトハウス歴史協会(White House Historical Association)、アイルランドのアメリカ大使館、アメリカとアイルランドのジェームズ・ホーバン協会とともにRDSにより提示された。
アイルランド系アメリカ人グループのSolasは、アルバムFor Love and Laughterに収録された"John Riordan's Heels/The Bath Jig/Hoban's White House"という曲を持っている。グループのメンバーであるMick McAuleyはホーバン同様キルケニー県出身であり、ホーバンの名誉を称えて曲名をつけた。

## 関連文献
- Bergin (2008年). “The James Hoban Commemoration 2008”. 2008年5月10日時点のオリジナルよりアーカイブ。2008年5月6日閲覧。
- Bryan, Wilhelmus Bogart (1914). A History of the National Capital. The Macmillan company 2008年1月17日閲覧。.
- Frary, Ihna Thayer (1969). They Built the Capitol. Ayer Publishing. ISBN 0-8369-5089-5
- Ravenel, Beatrice St. Julien (1904-1990); Julien, Carl (photographs); Carolina Art Association (1992). Architects of Charleston. Columbia, S.C.: University of South Carolina Press. p. 295. ISBN 0-87249-828-X. LCCN 91-34126
- Wells, John E.; Dalton, Robert E. (1992). The South Carolina architects, 1885–1935: a biographical dictionary. Richmond, Virginia: New South Architectural Press. ISBN 1-882595-00-9